# 塔夸拉
塔夸拉是巴西南大河州的一个市镇。总面积457.13平方公里，总人口53441人，人口密度116.9人/平方公里。